# Morus australis
Mûrier à feuilles de platane
Pour les articles homonymes, voir Mûrier (homonymie).
Espèce
Morus australis, le mûrier à feuilles de platane ou mûrier platane, est une espèce de plantes dicotylédones de la famille des Moraceae, originaire d'Asie et introduite en Europe au début du XXe siècle. Ce sont des arbustes ou de petits arbres souvent utilisés comme arbres d'ornement et d'alignement.
Cette espèce a été souvent confondue avec le mûrier blanc (Morus alba) dont elle diffère par le fait que les stigmates sont  portés par un style bien individualisé alors qu'il est pratiquement absent chez Morus alba. Elle a été introduite aux États-Unis en 1907 par le botaniste britannique Ernest Henry Wilson qui collectait des plantes en Extrême-Orient pour le compte de l'arboretum Arnold et qui est citée dans Plantae Wilsonianae (volume 3, pages 302-303). L'espèce était toutefois déjà cultivée depuis plusieurs années sous le nom de Morus alba stylosa.

## Description

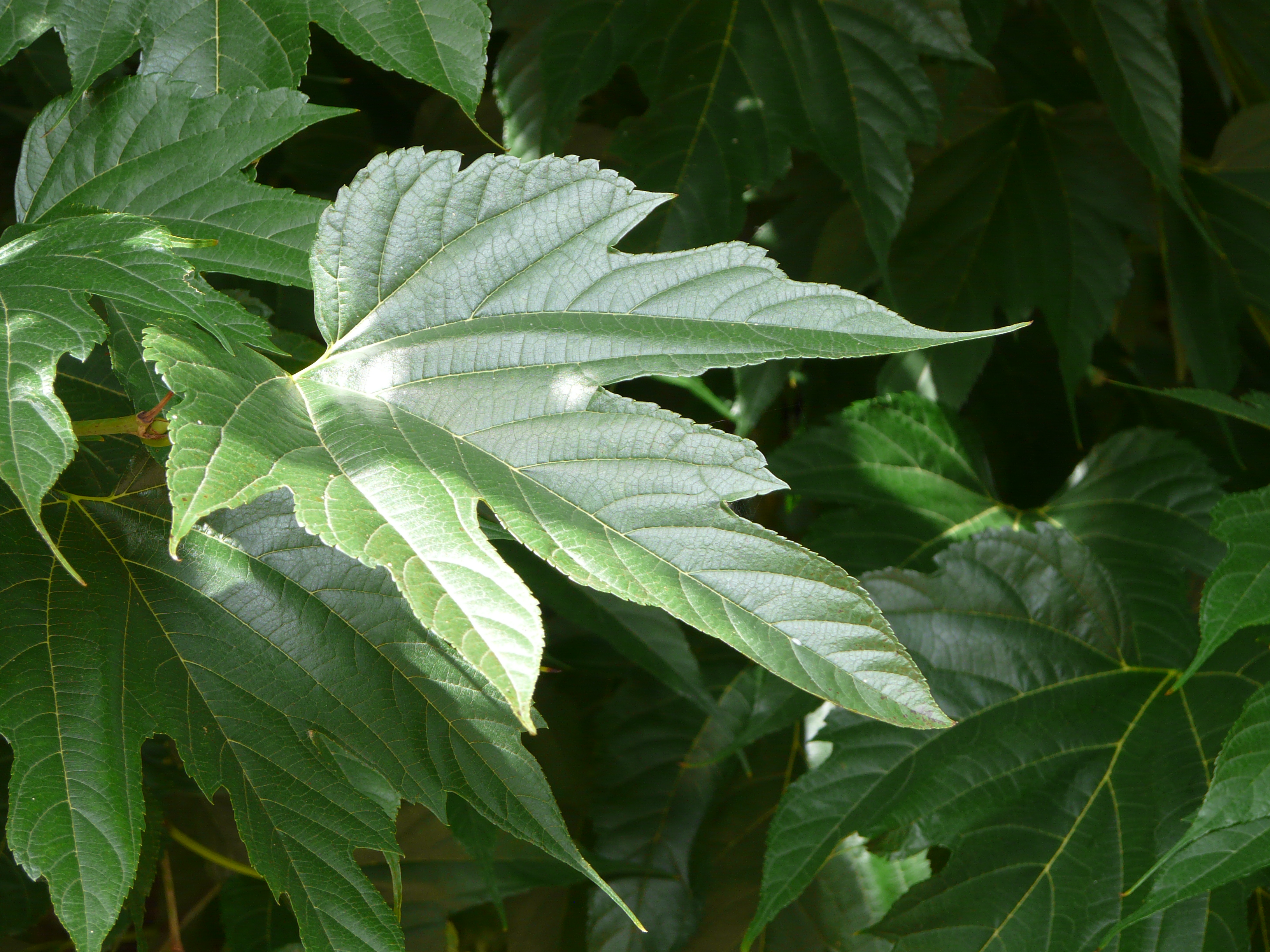
Feuilles lobées.

Le mûrier à feuilles de platane est un arbuste ou petit arbre à feuilles caduques et à l'écorce brun grisâtre, aux jeunes pousses glabres, et pouvant atteindre 6 à 7 mètres de haut.
Les feuilles, de taille et de forme très variables, sont portées par un pétiole de 1 à 1,5 cm muni à sa base de stipules linéaires-lancéolées. Le limbe foliaire, de forme générale lancéolée à largement ovale, à base tronquée ou cordiforme, et à bords dentés, de 5 à 15 cm de long sur 2 à 14 cm de large, est simple ou souvent très profondément lobé, présentant dans ce cas 3 ou 5 lobes arrondis à linéaires à l'apex aigu. La face inférieure (abaxiale), duveteuse, devenant rapidement glabre ou presque, et la face supérieure (adaxiale) vert foncé, scabre, couverte de minuscules verrues qui la rendent légèrement rugueuse au toucher,.

L'inflorescence mâle est un chaton pubescent de 2 à 7 cm de long. L'inflorescence femelle, globuleuse, d'environ 1 cm de diamètre, portée par un pédoncule court, est couverte d'une dense pubescence blanche. Les fleurs mâles présentent un calice à lobes ovales, verts, et des anthères jaunes. Les fleurs femelles ont un calice à lobes oblongs, vert foncé, un style long portant des stigmates bipartites,.
Le fruit syncarpe, est une mûre brièvement cylindrique, d'environ 1 cm de diamètre sur 1 à 1,5 cm de long ou plus, rouge à violet foncé à maturité, juteuse et sucrée.
La floraison a lieu en mars-avril et la fructification en avril-mai,.

## Taxinomie
Cette espèce est très proche de Morus indica L. et certains auteurs les considèrent comme conspécifiques.

### Synonymes
Selon The Plant List (17 juin 2019) :
- Morus acidosa Griff.
- Morus bombycis Koidz.
- Morus cavaleriei H. Lév.
- Morus formosensis Hotta
- Morus hastifolia F.T. Wang & T. Tang ex Z.Y. Cao
- Morus indica L.[6]
- Morus inusitata H. Lév.
- Morus kagayamae Koidz, 1915[7].
- Morus longistylus Diels
- Morus nigriformis (Bureau) Koidz.
- Morus stylosa var. ovalifolia Ser.

## Liste des variétés
Selon Catalogue of Life (18 juin 2019) :
- Morus australis var. glabra
- Morus australis var. hachijoensis
- Morus australis var. hastifolia
- Morus australis var. incisa
- Morus australis var. inusitata
- Morus australis var. linearipartita

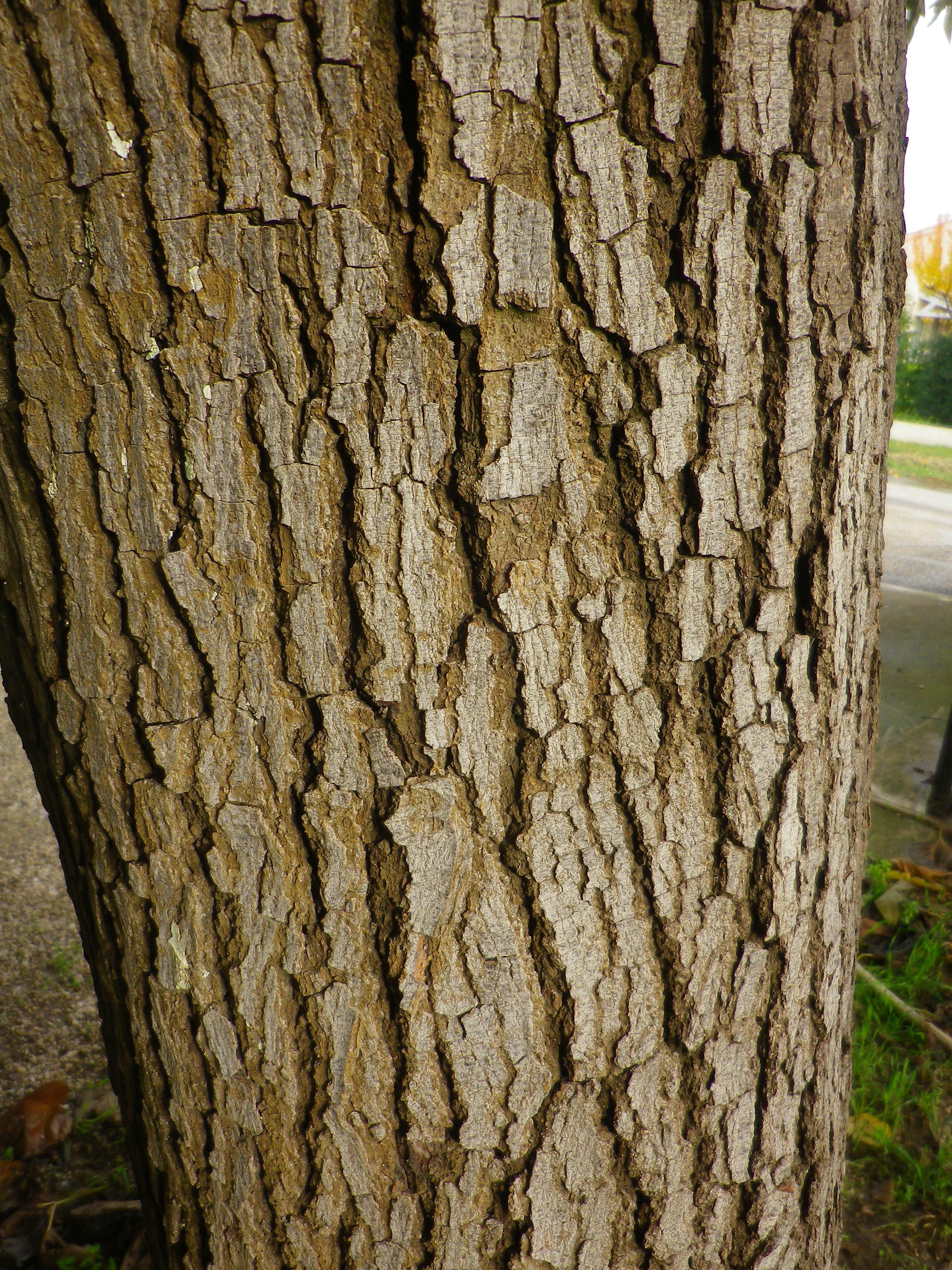
Ecorce de Mûrier à feuilles de Platane

- Morus australis var. oblongifolia

## Utilisation
- Plante alimentaire : les fruits, juteux et sucrés, mais plutôt insipides, sont comestibles crus ou dans des tartes[9]. Contrairement à d'autres espèces du genre Morus, les feuilles de cet arbre ne sont pas utilisées pour nourrir les vers à soie[9].

- Plante médicinale : le fruit est aromatique, rafraîchissant et laxatif. Son utilisation soulage la soif et est utile dans le traitement de la fièvre. L'écorce a des propriétés anthelminthiques et purgatives. Une pâte préparée avec l'écorce est utilisée dans le traitement de la gingivite. Les feuilles en décoction sont utilisées comme gargarisme dans le traitement de l'inflammation des cordes vocales. La racine astringente est également anthelminthique, on l'utilise en décoction dans le traitement des parasites internes[9].

- Autre utilisation : les fibres de l'écorce peuvent servir à fabriquer du papier[9].

- Plante ornementale : le mûrier à feuilles de platane acceptant aisément des tailles sévères, son port naturellement étalé est souvent travaillé afin d'en faire un parasol naturel (arbre d'ombrage). On l'utilise souvent en arbre d'alignement le long des rues ou dans les parcs de stationnement. Des variétés stériles ont été sélectionnées pour éviter l'inconvénient des fruits qui tachent les trottoirs.

## Menaces
Xylotrechus chinensis, une espèce de coléoptère asiatique au potentiel invasif et fortement xylophage, est signalée en Europe depuis 2007 (Allemagne, Espagne, Crète, France, etc.). Elle affecte des Moraceae (Morus alba et Morus australis).

## Galerie de photos

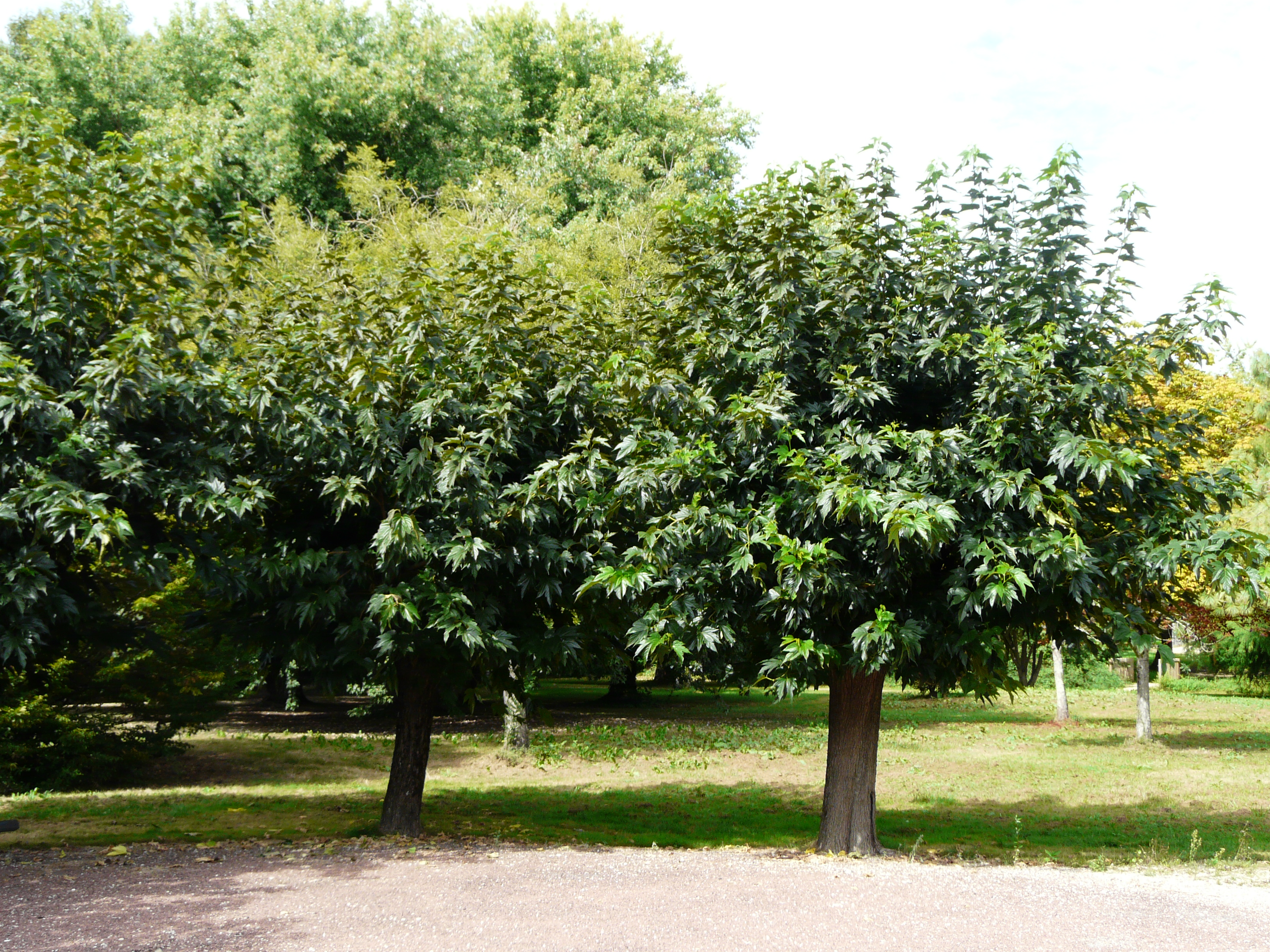
Deux mûriers à feuilles de platane.
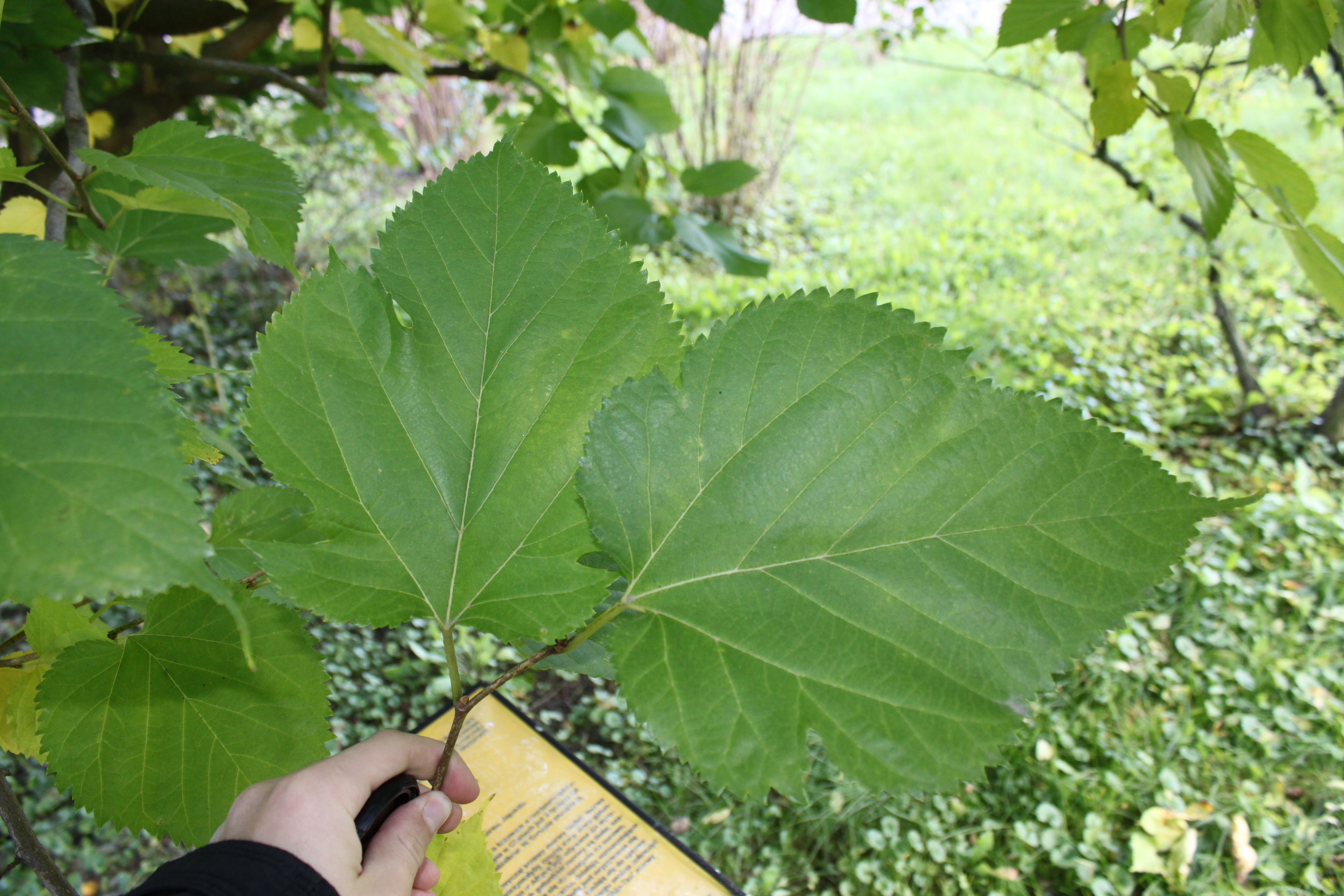
Feuilles entières.
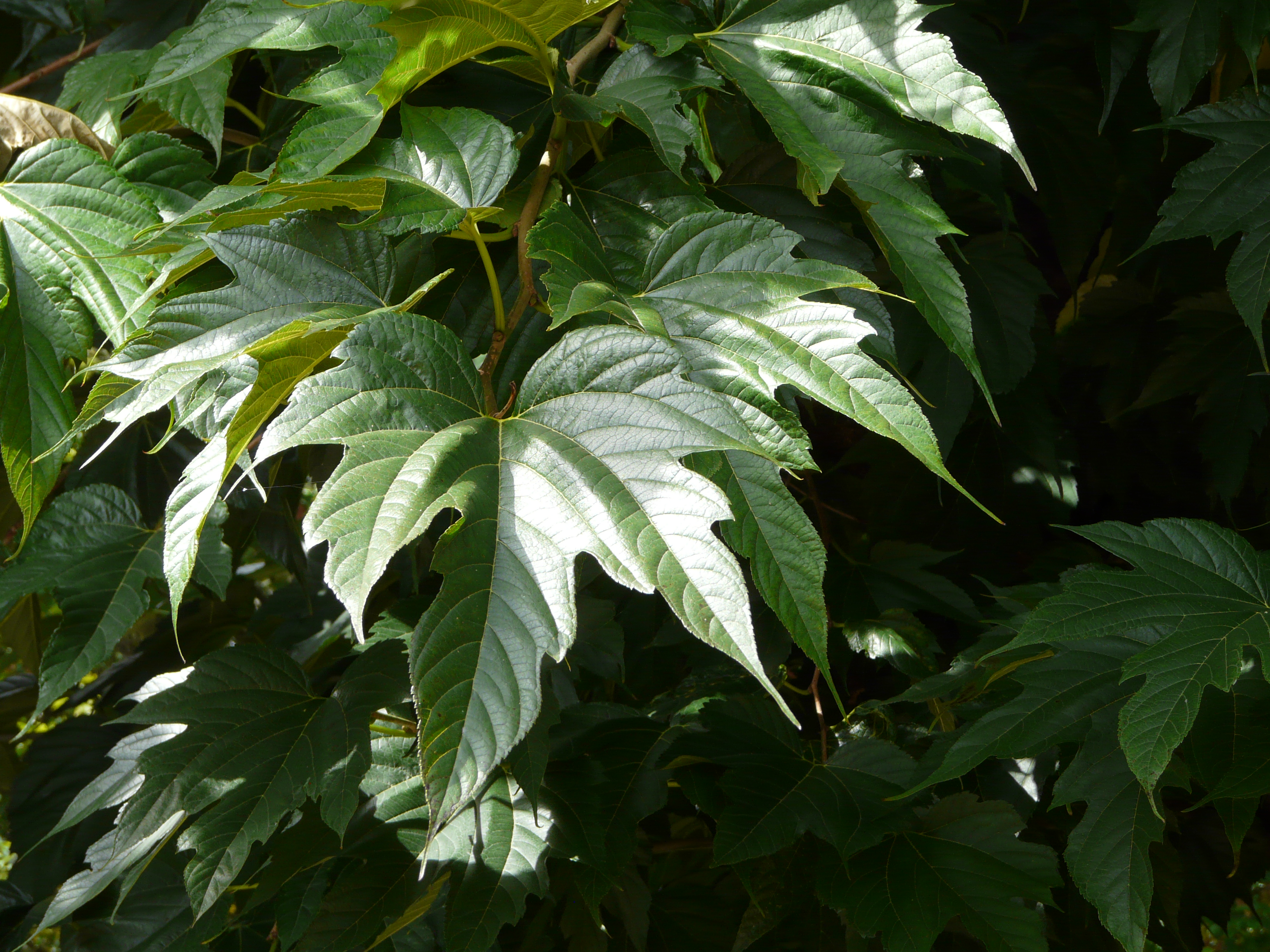
Feuilles lobées.
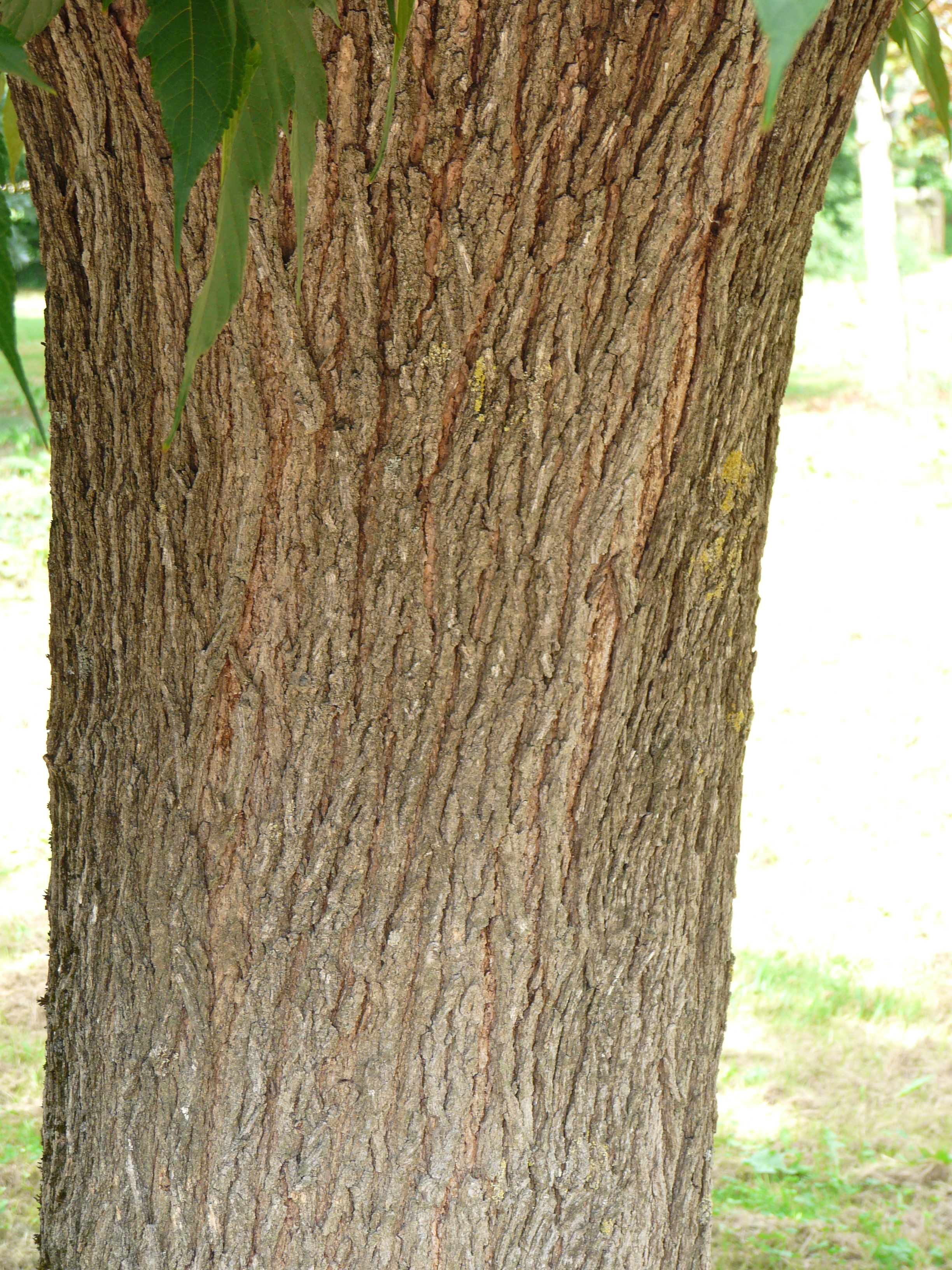
Tronc.
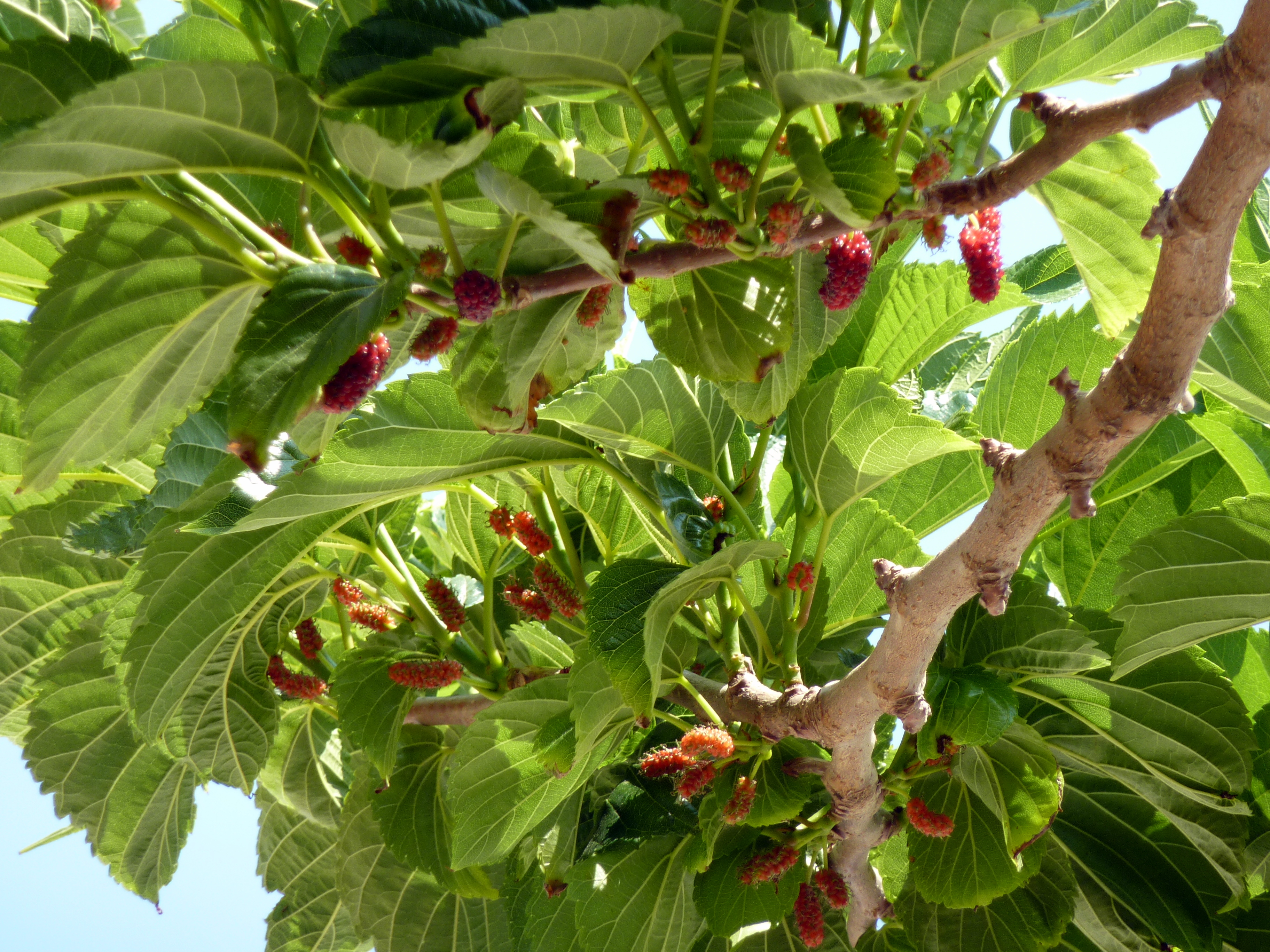
Début de fructification.